# Finland op de Olympische Winterspelen 2010

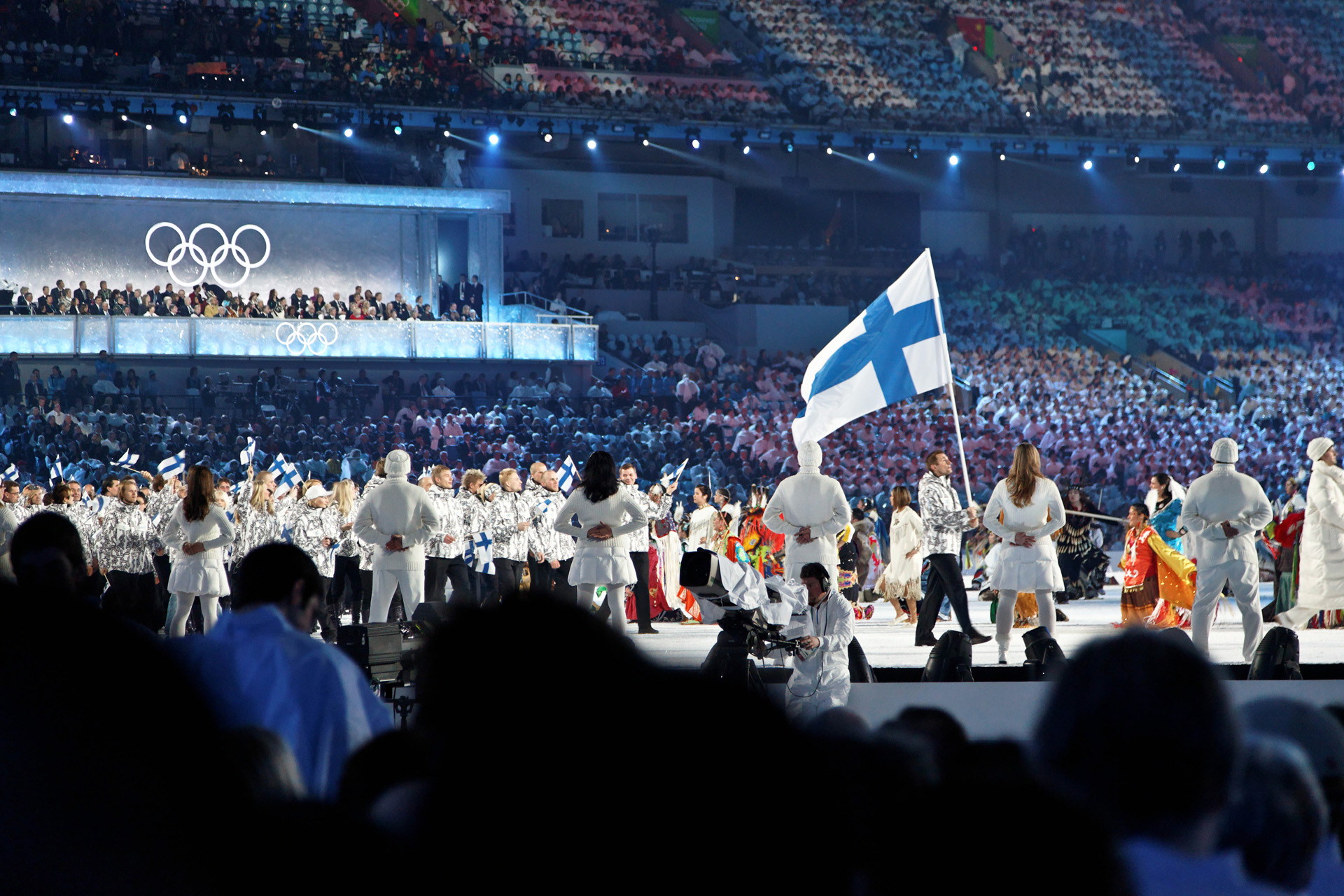
Het Finse team bij de opening

Tijdens de Olympische Winterspelen van 2010 die in Vancouver (Canada) werden gehouden nam Finland voor de eenentwintigste keer deel aan de Winterspelen. Het is daarmee een van de landen die aan alle Winterspelen heeft deelgenomen.

## Medailleoverzicht
| Sport       | Olympiër                                                              | Discipline            | Medaille |
| ----------- | --------------------------------------------------------------------- | --------------------- | -------- |
| Snowboarden | Peetu Piiroinen                                                       | halfpipe (m)          | Zilver   |
| Langlaufen  | Aino-Kaisa Saarinen                                                   | 30 km (v)             | Brons    |
| Langlaufen  | Pirjo Muranen Virpi Kuitunen Riitta-Liisa Roponen Aino-Kaisa Saarinen | 4× 5 km estafette (v) | Brons    |
| IJshockey   | Olympisch team                                                        | mannen                | Brons    |
| IJshockey   | Olympisch team                                                        | vrouwen               | Brons    |

## Deelnemers en resultaten

### Alpineskiën
| Olympiër         | Discipline          | Resultaat | Prestatie                         |
| ---------------- | ------------------- | --------- | --------------------------------- |
| Sanni Leinonen   | Reuzenslalom (v)    | 30e       | 2.32,44 (+5,33) — 1.18,38+1.14,06 |
| Sanni Leinonen   | Slalom (v)          | DNF       | DNF-1                             |
| Tanja Poutiainen | Reuzenslalom (v)    | 13e       | 2.28,17 (+1,06) — 1.16,16+1.12,01 |
| Tanja Poutiainen | Slalom (v)          | 6e        | 1.44,93 (+2,04) — 51,67+53,26     |
| Andreas Romar    | Afdaling (m)        | 42e       | 1.58,71                           |
| Andreas Romar    | Reuzenslalom (m)    | 30e       | 2.42,31 (+4,48) — 1.19,79+1.22,52 |
| Andreas Romar    | Slalom (m)          | DNF       | DNF                               |
| Andreas Romar    | Supercombinatie (m) | DNF       | 2.00,89+DNF                       |
| Andreas Romar    | Super G (m)         | DNF       | DNF                               |
| Markus Sandell   | Reuzenslalom (m)    | DNF       | 1.18,58+DNF                       |

### Biatlon
| Olympiër         | Discipline                | Resultaat | Prestatie                                 |
| ---------------- | ------------------------- | --------- | ----------------------------------------- |
| Timo Antila      | 10 km sprint (m)          | 40e       | 26.37,4 (+2.29,6) pen.: 1 (1 + 0)         |
| Timo Antila      | 12,5 km achtervolging (m) | 52e       | 38.22,1 (+4.43,7) pen.: 6 (0 + 1 + 2 + 3) |
| Timo Antila      | 20 km individueel (m)     | 56e       | 54.22,7 (+6.00,2) pen.: 5 (1 + 1 + 1 + 2) |
| Paavo Puurunen   | 10 km sprint (m)          | 73e       | 28.04,8 (+3.57,0) pen.: 4 (2 + 2)         |
| Paavo Puurunen   | 20 km individueel (m)     | 53e       | 54.03,5 (+5.41,0) pen.: 4 (1 + 1 + 0 + 2) |
| Kaisa Mäkäräinen | 7,5 km sprint (v)         | 59e       | 22.27,3 (+2.31,7) pen.: 3 (0 + 3)         |
| Kaisa Mäkäräinen | 10 km achtervolging (v)   | 45e       | 34.50,0 (+4.34,0) pen.: 2 (0 + 1 + 1 + 0) |
| Kaisa Mäkäräinen | 15 km individueel (v)     | 46e       | 45.46,4 (+4.53,6) pen.: 4 (2 + 1 + 1 + 0) |
| Mari Laukkanen   | 7,5 km sprint (v)         | 68e       | 22.45,0 (+2.49,4) pen.: 4 (3 + 1)         |
| Mari Laukkanen   | 15 km individueel (v)     | 43e       | 45.36,4 (+4.43,6) pen.: 3 (1 + 0 + 1 + 1) |

### Freestylskiën
| Olympiër          | Discipline    | Resultaat | Prestatie                                                      |
| ----------------- | ------------- | --------- | -------------------------------------------------------------- |
| Arttu Kiramo      | moguls (m)    | 16e       | 22.76 ptn kwalificatie: 22e - uitgeschakeld: 22.58 ptn         |
| Tapio Luusua      | moguls (m)    | 21e       | kwalificatie: 21e - uitgeschakeld: 22.83 ptn                   |
| Mikko Ronkainen   | moguls (m)    | 14e       | 23.50 ptn                                                      |
| Juha Haukkala     | ski cross (m) | 26e       | kwalificatie: 21e (1.14,66) achtste finale: 3e - uitgeschakeld |
| (Harri Kyyllönen) | moguls (m)    |           |                                                                |

### IJshockey
| Olympiër | Discipline | Resultaat | Prestatie |
| --- | ---------- | --------- | --- |
| Niklas Bäckström (Minnesota Wild) Miikka Kiprusoff (Calgary Flames) Antero Niittymäki (Tampa Bay Lightning) Lasse Kukkonen (HK Awangard Omsk) Sami Lepistö (Phoenix Coyotes) Toni Lydman (Buffalo Sabres) Janne Niskala (Frölunda HC) Joni Pitkänen (Carolina Hurricanes) Sami Salo (Vancouver Canucks) Kimmo Timonen (Philadelphia Flyers) Valtteri Filppula (Detroit Red Wings) Niklas Hagman (Toronto MapleLeafs) Jarkko Immonen (Ak Bars Kasan) Olli Jokinen (Calgary Flames) Niko Kapanen (Ak Bars Kasan) Mikko Koivu (Minnesota Wild) Saku Koivu (Anaheim Ducks) Jere Lehtinen (Dallas Stars) Antti Miettinen (Minnesota Wild) Ville Peltonen (HK Dinamo Minsk) Jarkko Ruutu (Ottawa Senators) Tuomo Ruutu (Carolina Hurricanes) Teemu Selänne (Anaheim Ducks) | mannen     | Brons     | Groep C: 5- 1 Wit-Rusland 5- 0 Duitsland 0- 3 Zweden Kwartfinale: 2- 0 Tsjechië Halve finale: 1- 6 Verenigde Staten Om brons: 5- 3 Slowakije |
| |            |           | |
| Mira Kuisma (Oulun Kärpät) Noora Räty(Minnesota Gophers) Anna Vanhatalo (Espoo Blues) Jenni Hiirikoski (Ilves Tampere) Emma Laaksonen (Espoo Blues) Rosa Lindstedt (Ilves Tampere) Terhi Mertanen (Espoo Blues) Heidi Pelttari (Ilves Tampere) Mariia Posa(University of Minnesota Duluth) Saija Sirviö (Oulun Kärpät) Anne Helin (Oulun Kärpät) Venla Hovi (Ilves Tampere) Michelle Karvinen (Rødovre) Anniina Rajahuhta (Ilves Tampere) Karoliina Rantamäki (SKIF) Mari Saarinen (Ilves Tampere) Nina Tikkinen (Minnesota State University) Minnamari Tuominen (Ohio State University) Saara Tuominen (University of Minnesota Duluth) Marjo Voutilainen (Espoo Blues) Linda Välimäki (Ilves Tampere)                                                              | vrouwen    | Brons     | Groep B: 5- 1 Rusland 2- 1 China 0- 6 Verenigde Staten Halve finale: 0- 5 Canada Om brons: 3- 2 (nv) Zweden                                  |

### Kunstrijden
| Olympiër             | Discipline | Resultaat | Prestatie                                       |
| -------------------- | ---------- | --------- | ----------------------------------------------- |
| Ari-Pekka Nurmenkari | mannen     | 30e       | 44.62 korte kür: 44.62, vrije kür: niet bereikt |
| Laura Lepistö        | vrouwen    | 6e        | 187.97 korte kür: 61.36, vrije kür: 126.61      |
| Kiira Korpi          | vrouwen    | 11e       | 161.57 korte kür: 52.96, vrije kür: 108.61      |

### Langlaufen
| Olympiër                                                                           | Discipline              | Resultaat | Prestatie                                                                                            |
| ---------------------------------------------------------------------------------- | ----------------------- | --------- | --- |
| Matti Heikkinen                                                                    | 15 km vrije stijl (m)   | 39e       | 35.37,1 (+2.00,8)                                                                                    |
| Matti Heikkinen                                                                    | 30 km achtervolging (m) | dnf       | niet gefinisht                                                                                       |
| Sami Jauhojärvi                                                                    | sprint (m)              | HF        | kwalificatie: 3.39,57 (+5,00) 21e; kwartfinale-1: 3.36,9 (+0,5) 2e; halve finale-1: 3.39,6 (+5,3) 6e |
| Sami Jauhojärvi                                                                    | 30 km achtervolging (m) | dnf       | niet gefinisht                                                                                       |
| Sami Jauhojärvi                                                                    | 50 km klassiek (m)      | 20e       | 2:06.43,2 (+1.07,7)                                                                                  |
| Teemu Kattilakoski                                                                 | 15 km vrije stijl (m)   | 27e       | 35.06,8 (+1.30,5)                                                                                    |
| Juha Lallukka                                                                      | 15 km vrije stijl (m)   | 34e       | 35.28,8 (+1.52,5)                                                                                    |
| Kalle Lassila                                                                      | sprint (m)              | HF        | kwalificatie: 3.39,12 (+4,55) 19e; kwartfinale-4: 3.42,2 (+0,4) 2e; halve finale-2: 3.43,7 (+7,2) 5e |
| Lari Lehtonen                                                                      | 30 km achtervolging (m) | 33e       | 1:20.34,5 (+5.23,1)                                                                                  |
| Lari Lehtonen                                                                      | 50 km klassiek (m)      | 43e       | 2:16.26,2 (+10.50,7)                                                                                 |
| Ville Nousiainen                                                                   | 15 km vrije stijl (m)   | 13e       | 34.45,5 (+1.09,2)                                                                                    |
| Ville Nousiainen                                                                   | 30 km achtervolging (m) | dnf       | niet gefinisht                                                                                       |
| Ville Nousiainen                                                                   | 50 km klassiek (m)      | 37e       | 2:11.38,0 (+6.02,5)                                                                                  |
| Matias Strandvall                                                                  | sprint (m)              | kw.       | kwalificatie: 3.42,74 (+8,17) 37e;                                                                   |
| Jesse Väänänen                                                                     | sprint (m)              | KF        | kwalificatie: 3.39,21 (+4,64) 20e; kwartfinale-1: 3.38,9 (+2,3) 5e                                   |
| Lasse Paakonen Ville Nousiainen                                                    | teamsprint              | 10e       | halve finale-1: 18.54,3 (5e); finale: 19.50,8 (+49,8)                                                |
| Team Finland Sami Jauhojärvi Matti Heikkinen Teemu Kattilakoski Ville Nousiainen   | 4× 10 km (m)            | 5e        | 1:45.30,3 (+24,9) 27.55,6 28.32,3 24.37,1 24.54,5                                                    |
|                                                                                    |                         |           | |
| Virpi Kuitunen                                                                     | sprint (v)              | HF        | kwalificatie: 3.43,72 (+5,67) 6e; kwartfinale-3: 3.39,9 (+1,1) 2e; halve finale-1: 3.46,1 (+7,1) 5e  |
| Virpi Kuitunen                                                                     | 30 km klassiek (v)      | 14e       | 1:33.36,7 (+3.03,0)                                                                                  |
| Krista Lähteenmäki                                                                 | 10 km vrije stijl (v)   | 53e       | 27.49,4 (+2.51,0)                                                                                    |
| Krista Lähteenmäki                                                                 | 30 km klassiek (v)      | 26e       | 1:35.08,4 (+4.34,7)                                                                                  |
| Pirjo Muranen                                                                      | sprint (v)              | KF        | kwalificatie: 3.46,04 (+7,99) 15e; kwartfinale-3: 3.41,7 (+2,9) 5e                                   |
| Pirjo Muranen                                                                      | 15 km achtervolging (v) | 30e       | 42.50,3 (+2.52,2)                                                                                    |
| Kirsi Perälä                                                                       | sprint (v)              | KF        | kwalificatie: 3.48,08 (+10,03) 20e; kwartfinale-1: 3.39,7 (+4,3) 4e                                  |
| Riitta-Liisa Roponen                                                               | 10 km vrije stijl (v)   | 6e        | 25.24,3 (+25,9)                                                                                      |
| Riitta-Liisa Roponen                                                               | 15 km achtervolging (v) | 15e       | 42.00,2 (+2.02,1)                                                                                    |
| Aino-Kaisa Saarinen                                                                | sprint (v)              | KF        | kwalificatie: 3.38,82 (+0,77) 2e; kwartfinale-4: 3.40,7 (+0,5) 3e                                    |
| Aino-Kaisa Saarinen                                                                | 10 km vrije stijl (v)   | 15e       | 25.59,5 (+1.01,1)                                                                                    |
| Aino-Kaisa Saarinen                                                                | 15 km achtervolging (v) | 5e        | 40.40,6 (+42,5)                                                                                      |
| Aino-Kaisa Saarinen                                                                | 30 km klassiek (v)      | Brons     | 1:31.38,7 (+1.05,0)                                                                                  |
| Riikka Sarasoja                                                                    | 10 km vrije stijl (v)   | 31e       | 26.50,2 (+1.51,8)                                                                                    |
| Riikka Sarasoja                                                                    | 15 km achtervolging (v) | 21e       | 42.24,4 (+2.26,3)                                                                                    |
| Riikka Sarasoja                                                                    | 30 km klassiek (v)      | 13e       | 1:33.33,2 (+2.59,5)                                                                                  |
| Riitta-Liisa Roponen Riikka Sarasoja                                               | teamsprint (v)          | 8e        | halve finale-1: 18.53,8 (6e); finale: 18.56,6 (+52,9)                                                |
| Team Finland Pirjo Muranen Virpi Kuitunen Riitta-Liisa Roponen Aino-Kaisa Saarinen | 4× 5 km (v)             | Brons     | 55.49,9 (+30,4) 15.32,4 14.35,7 12.38,2 13.03,6                                                      |

### Noordse combinatie
| Olympiër                                                     | Discipline                   | Resultaat | Prestatie                                                                        |
| ------------------------------------------------------------ | ---------------------------- | --------- | -------------------------------------------------------------------------------- |
| Anssi Koivuranta                                             | Gundersen normale schans (m) | 8e        | schansspringen: 99,5 m - 122,0 p (8e + 0.54) langlaufen: 26.16,9                 |
| Anssi Koivuranta                                             | Gundersen grote schans (m)   | dnf       | schansspringen: 97,5 m - 66,3 p (44e + 4.03) langlaufen: niet gestart            |
| Hannu Manninen                                               | Gundersen normale schans (m) | 13e       | schansspringen: 97,0 m - 116,0 p (22e + 1.18) langlaufen: 26.30,4                |
| Hannu Manninen                                               | Gundersen grote schans (m)   | 4e        | schansspringen: 122,5 m - 107,7 p (16e + 1.17) langlaufen: 26.06,0               |
| Janne Ryynänen                                               | Gundersen normale schans (m) | 26e       | schansspringen: 105,0 m - 135,0 p (1e) langlaufen: 27.21,6                       |
| Janne Ryynänen                                               | Gundersen grote schans (m)   | 12e       | schansspringen: 128,0 m - 117,0 p (3e + 0.40) langlaufen: 26.40,9                |
| Jaakko Tallus                                                | Gundersen normale schans (m) | 38e       | schansspringen: 98,5 m - 119,5 p (13e + 1.04) langlaufen: 28.25,1                |
| Jaakko Tallus                                                | Gundersen grote schans (m)   | 32e       | schansspringen: 115,5 m - 95,8 p (25e + 2.05) langlaufen: 28.56,1                |
| Janne Ryynänen Jaakko Tallus Hannu Manninen Anssi Koivuranta | team (m)                     | 7e        | schansspringen: 134,2 / 120,3 / 120,5 / 132,0 = 507,0 p (1e) langlaufen: 51.53,1 |

### Schaatsen
| Olympiër        | Discipline | Resultaat | Prestatie                |
| --------------- | ---------- | --------- | ------------------------ |
| Pekka Koskela   | 500m       | 33e       | 72,47 (35,943 + 36,535)  |
| Markus Puolakka | 500m       | 30e       | 72,35 (36,152 + 36,204)  |
| Mika Poutala    | 500m       | 5e        | 70,044 (34,863 + 35,181) |
| Mika Poutala    | 1000m      | 9e        | 1.09,85                  |
| Tuomas Nieminen | 500m       | 33e       | 71,98 (35,940 + 36,047)  |
| Tuomas Nieminen | 1000m      | 34e       | 1.12,26                  |

### Schansspringen
| Olympiër                                                     | Discipline              | Resultaat | Prestatie |
| ------------------------------------------------------------ | ----------------------- | --------- | --- |
| Janne Ahonen                                                 | normale schans ind. (m) | 4e        | 263 p. (102,0 m en 104,0 m) gekwalificeerd vanwege top-10 plaats in de actuele wereldbekerstand                                                                                       |
| Janne Ahonen                                                 | grote schans ind. (m)   | 31e       | 111 p. (125,0 m en dnq) gekwalificeerd vanwege top-10 plaats in de actuele wereldbekerstand                                                                                           |
| Janne Happonen                                               | normale schans ind. (m) | 19e       | 241,5 p. (97,5 m en 100,0 m) kwalificatie 8e — 133 p. (104,5 m) |
| Janne Happonen                                               | grote schans ind. (m)   | 50e       | 105,6 p. (122,0 m en dnq) kwalificatie 13e — 128,4 p. (133,0 m) |
| Matti Hautamäki                                              | grote schans ind. (m)   | 26e       | 202,4 p. (134,0 m en 104,0 m) kwalificatie 3e — 138 p. (137,5 m) |
| Kalle Keituri                                                | normale schans ind. (m) | 22e       | 238 p. (97,0 m en 99,5 m) kwalificatie 11e — 130 p. (103,0 m) |
| Harri Olli                                                   | normale schans ind. (m) | –         | Gediskwalificeerd (foute afmeting van het pak) kwalificatie 7e — 133,5 p. (105,0 m)                                                                                                   |
| Harri Olli                                                   | grote schans ind. (m)   | 18e       | 217,8 p. (117,0 m en 129,0 m) kwalificatie 9e — 135,6 p. (137,0 m) |
| Team Matti Hautamäki Janne Happonen Kalle Keituri Harri Olli | grote schans team (m)   | 4e        | 1014,6 punten 129,8 p. (133,5 m.) + 123,5 p. (130,0 m.) 120,3 p. (128,5 m.) + 142,2 p. (139,0 m.) 108,4 p. (123,0 m.) + 126,6 p. (132,0 m.) 131,7 p. (134,0 m.) + 132,1 p. (134,5 m.) |

dnq: niet geplaatst voor de tweede ronde

### Snowboarden
| Olympiër           | Discipline               | Resultaat | Prestatie |
| ------------------ | ------------------------ | --------- | --- |
| Janne Korpi        | halfpipe (m)             | 24e       | kwalificatie: 11e; 26,5 ptn (26,5 en 15,6) - uitgeschakeld                                                      |
| Peetu Piiroinen    | halfpipe (m)             | Zilver    | kwalificatie: 1e; 45,1 ptn (44,0 en 45,1) finale: 45 ptn (40,8 en 45,0)                                         |
| Markku Koski       | halfpipe (m)             | 6e        | kwalificatie: 5e; 39,3 ptn (39,3 en 11,9) halve finale: 37,1 ptn (37,1 en 12,8) finale: 36,4 ptn (36,4 en 25,0) |
| Markus Malin       | halfpipe (m)             | 11e       | kwalificatie: 8e; 36,7 ptn (32,8 en 36,7) halve finale: 42,9 ptn (42,9 en 21,9) finale: 18,6 ptn (16,7 en 18,6) |
| (Antti Autti)      | halfpipe (m)             |           | |
|                    |                          |           | |
| Ilona Ruotsalainen | parallelreuzenslalom (v) | 23e       | kwalificatie: 23e (1.26,66) - uitgeschakeld                                                                     |

Albanië · Algerije · Andorra · Argentinië · Armenië · Australië · Azerbeidzjan · België · Bermuda · Bosnië en Herzegovina · Brazilië · Bulgarije · Canada · Chili · China · Chinees Taipei · Colombia · Cyprus · Denemarken · Duitsland · Estland · Ethiopië · Finland · Frankrijk · Georgië · Ghana · Griekenland · Groot-Brittannië · Hongarije · Hongkong · Ierland · IJsland · India · Iran · Israël · Italië · Jamaica · Japan · Kaaimaneilanden · Kazachstan · Kirgizië · Kroatië · Letland · Libanon · Liechtenstein · Litouwen · Macedonië · Marokko · Mexico · Moldavië · Monaco · Mongolië · Montenegro · Nederland · Nepal · Nieuw-Zeeland · Noord-Korea · Noorwegen · Oekraïne · Oezbekistan · Oostenrijk · Pakistan · Peru · Polen · Portugal · Roemenië · Rusland · San Marino · Senegal · Servië · Slovenië · Slowakije · Spanje · Tadzjikistan · Tsjechië · Turkije · Verenigde Staten · Wit-Rusland · Zuid-Afrika · Zuid-Korea · Zweden · Zwitserland